# Gilles Paris
Pour les articles homonymes, voir Paris (homonymie).
Œuvres principales
- Papa et maman sont morts (1991)
- Autobiographie d'une courgette (2002)
- Au pays des kangourous (2012)
- L'Été des lucioles (2014)
- Le Vertige des falaises (2017)

Gilles Paris est un écrivain français né à Suresnes le 5 avril 1959. Il est notamment l'auteur d'Autobiographie d'une courgette (2002), adapté en film et en dessin-animé

## Biographie
Né à Suresnes le 5 avril 1959, Gilles Paris est le frère de l'auteure-compositrice-interprète Geneviève Paris.  
Il exerce divers métiers dans sa jeunesse, dont ceux de serveur, testeur de médicaments, garçon de bureau au Monde, concepteur de dossiers de presse notamment pour Manuel Canovas et Dior[réf. souhaitée]. À 18 ans, il intègre le ministère de la Jeunesse comme documentaliste[réf. souhaitée]. Puis, il devient journaliste dans le domaine du cinéma et de la musique pour la presse populaire. Il est ensuite attaché de presse dans l'édition, d'abord chez Jean-Claude Lattès et Plon, puis pour son propre compte[réf. souhaitée]. 
Son premier roman, Papa et Maman sont morts (Le Seuil, 1991), est publié directement en poche (Point Virgule)
Le suivant, Autobiographie d'une courgette, a été traduit en plusieurs langues et s'est vendu à plus de 350 000 exemplaires[réf. souhaitée]. Il a fait l'objet d'une adaptation pour la télévision, réalisée en 2007 par Luc Béraud, intitulée C'est mieux la vie quand on est grand, et d'une adaptation sous la forme d'un dessin animé, Ma vie de Courgette.
Au pays des kangourous, sorti en 2012, reçoit de nombreux prix, comme le Prix Cœur France 2012, le Prix Roman de la ville d’Aumale 2012, le Prix des lecteurs de la bibliothèque Goncourt 2012, le Prix Folire 2012 et le Prix Plume d’Or 2013[réf. souhaitée].

## Œuvres
Romans
- Papa et maman sont morts, Paris, Éditions du Seuil, 1991, 154 p. (ISBN 2-02-012965-5)
- Autobiographie d'une courgette, Paris, Éditions Plon, 2002, 264 p. (ISBN 2-259-19444-3)[4]
- Au pays des kangourous, Paris, Éditions Don Quichotte, coll. « Fiction », 2012, 288 p. (ISBN 978-2359490589)
- L’Été des lucioles, Paris, Éditions Héloïse d'Ormesson, 2014, 224 p. (ISBN 978-2-35087-243-8)
- Le Vertige des falaises, Paris, Éditions Plon, 2017, 247 p. (ISBN 978-2-259-25283-6)
- Certains cœurs lâchent pour trois fois rien, Paris, Éditions Flammarion, 2021, 221 p.
- Le bal des cendres, Paris, Éditions Plon, 2022, 291 p. (ISBN 978-2-259-26374-0)

Ouvrages collectifs
- « Indolore », dans 24 histoires du Mans  (préf. Marc Dolisi), Paris, Éditions Belfond, 2017, 317 p. (ISBN 978-2-7144-7627-2)
- L'Enfance, c'est...  (ill. Jacques Koch), Le Livre de poche, 2020, 264 p. (ISBN 2253082023)
- René Frydman (dir.) et Muriel Flis-Trèves (dir.), Transgression : scandale ou nécessité ?, Presses universitaires de France, 2021, 168 p. (ISBN 978-2-13-082671-2)